# Liste de fortifications en Biélorussie
Liste de fortifications en Biélorussie.
- Forteresse de Babruysk
- Forteresse de Brest-Litovsk